# 22 avril en sport
22 mars 22 mai
Chronologies thématiques
- Croisades
- Ferroviaires
- Disney

Le 22 avril (112e jour de l'année ou 113e en cas d'année bissextile) en sport.

## Événements

### XIXesiècle
- 1876 :
  - (Baseball) : les Boston Red Caps s’imposent 6-5 face aux Athletics de Philadelphie à l’occasion de la première rencontre de l’histoire de la National League of Professionnal Base Ball.
- 1900 :
  - (Football) : Genoa champion d’Italie.
  - (Rugby à XV) : le Racing club de France remporte le Championnat de France en s'imposant 37-3 face au Stade bordelais.

### XXesièclede1901à1950
- 1905 :
  - (Football) : Grasshopper-Club Zurich remporte le championnat de Suisse.
- 1914 :
  - (Baseball) : Babe Ruth (19 ans) fait ses grands débuts chez les professionnels avec les Baltimore Orioles.
- 1935 :
  - (Sport automobile) : au Grand Prix automobile de Monaco, victoire de l'italien Luigi Fagioli sur une Mercedes-Benz.

### XXesièclede1951à2000
- 1999 :
  - (Basket-ball) : Olympiakos (Grèce) remporte l'Euroligue masculine.
- 2000 :
  - (Football) : le Football Club de Gueugnon remporte la Coupe de la Ligue en s'imposant 2-0 face au Paris Saint-Germain.
  - (Football) : Manchester United FC est champion d'Angleterre.

### XXIesiècle
- 2001 :
  - (Basket-ball) : Bourges (France) remporte l'Euroligue féminine en gagnant la finale 73-71 face à Valenciennes (France).
- 2006 :
  - (Football) : l'AS Nancy-Lorraine remporte la Coupe de la Ligue en s'imposant 2-1 face à l'OGC Nice Côte d'Azur.
- 2012 :
  - (Sport automobile / Formule 1) : au Grand Prix de Bahreïn qui se déroulait sur le Circuit international de Sakhir, victoire de l'allemand Sebastian Vettel.
- 2013 :
  - (Football) : Manchester United FC décroche son 20e titre de champion d'Angleterre en battant Aston Villa (3-0), en clôture de la 34e journée de Premier League.
- 2014 :
  - (BASE jump) : les deux Français Fred Fugen et Vincent Reffet battent le record du monde de BASE jump en sautant du haut des 828 mètres de la tour Burj Khalifa (Émirats arabes unis).
- 2015 :
  - (Cyclisme sur route) : Alejandro Valverde, (Movistar), remporte pour la 2e année consécutive la Flèche wallonne devant le Français, Julian Alaphilippe (Etixx-Quick Step). C'est la troisième fois au total que l'Espagnol gagne cette course après 2006 et donc 2014.
- 2016 :
  - (Football /Ligue 2) : Sans jouer, Dijon est assuré de monter en Ligue 1.
  - (Judo /Championnats d'Europe) : sur la 2e journée des Championnats d'Europe de judo, les résultats sont : chez les femmes, dans la catégorie des -63 kg, victoire de la Slovène Tina Trstenjak et sur la -70 kg, victoire de la Française Gévrise Émane puis chez les hommes, dans la catégorie des -73 kg, victoire de l'Azerbaïdjanais Rustam Orujov et sur la -81 kg, victoire du Russe Khasan Khalmurzaev.

## Naissances

### XIXesiècle
- 1875 :
  - Louis Martin, nageur et poloïste français. Médaillé de bronze du 200 mètres nage libre par équipes et du 4 000 mètres nage libre puis du water-polo aux Jeux de Paris 1900. († 2 avril 1957).
  - Harvey Pulford, hockeyeur sur glace canadien. († 31 octobre 1940).
- 1883 :
  - Dally Messenger, joueur de rugby à XV et à XIII australien puis néo-zélandais. (2 sélections avec l'équipe d'Australie de rugby à XV, 8 avec celle de rugby à XIII puis  4 avec l'équipe de Nouvelle-Zélande de rugby à XIII). († 24 novembre 1959).
- 1887 :
  - Harald Bohr, footballeur puis mathématicien danois. Médaillé d'argent aux Jeux de Londres 1908. (4 sélections en équipe nationale). († 22 janvier 1951).

### XXesièclede1901à1950
- 1917 :
  - Åke Andersson, footballeur suédois. (12 sélections en équipe nationale). († 20 juillet 1983).
- 1921 :
  - Venancio Pérez, footballeur espagnol. (11 sélections en équipe nationale). († 28 novembre 1994).
- 1924 :
  - Thorbjørn Svenssen, footballeur norvégien. (104 sélections en équipe nationale). († 8 janvier 2011).
- 1929 :
  - Glen Sonmor, hockeyeur sur glace puis entraîneur canadien. († 14 décembre 2015).
- 1934 :
  - Peter Ronson, athlète de haies puis acteur islandais. († 16 janvier 2007).
- 1944 :
  - Steve Fossett, navigateur, aviateur et homme d'affaires américain. († 3 septembre 2007).
- 1949 :
  - Spencer Haywood, basketteur américain.

### XXesièclede1951à2000
- 1952 :
  - Dave Loveridge, joueur de rugby à XV néo-zélandais.(54 sélections en équipe nationale).
  - Phil Smith, basketteur américain. († 29 juillet 2002).
- 1953 :
  - Tom Lysiak, hockeyeur sur glace canadien. († 30 mai 2016).
- 1959 :
  - Francis Castaing, cycliste sur route français. Vainqueur de Paris-Bourges 1981.
  - Terry Francona, joueur de baseball puis directeur sportif américain.
- 1965 :
  - Peter Zezel, hockeyeur sur glace canadien. († 26 mai 2009).
- 1966 :
  - Jean-Lou Bigot, cavalier de concours complet français. Médaillé d'argent du concours complet par équipes aux Mondiaux équestres 1994 et 1998. Champion d'Europe de concours complet d'équitation en individuel et médaillé d'argent par équipes 1993.
  - Éric Winogradsky, joueur puis entraîneur de tennis français.
- 1967 :
  - Cécile Nowak, judokate française. Championne olympique des -48 kg aux Jeux de Barcelone 1992. Championne du monde de judo des -48 kg 1991. Championne d'Europe de judo des -48 kg 1989, 1990, 1991 et 1992.
- 1968 :
  - Carlos Costa, joueur puis entraîneur de tennis espagnol.
  - Zarley Zalapski, hockeyeur sur glace canado-suisse. († 10 décembre 2017).
- 1972 :
  - Sabine Appelmans, joueuse puis de tennis belge.
- 1975 :
  - Pavel Horváth footballeur puis entraîneur tchèque. (19 sélections en équipe nationale).
  - Greg Moore, pilote de courses automobile canadien. († 31 octobre 1999).
  - Paolo Ruberti, pilote de courses automobile italien.
  - Carlos Sastre, cycliste sur route espagnol. Vainqueur du Tour de France 2008.
- 1976 :
  - Dan Cloutier, hockeyeur sur glace canadien.
  - Marcin Żewłakow footballeur polonais. (25 sélections en équipe nationale).
  - Michal Zewlakow footballeur polonais. (102 sélections en équipe nationale).
- 1977 :
  - Philippe Barca-Cysique, volleyeur français. (103 sélections en équipe de France).
  - Pavel Churavý, coureur du combiné nordique tchèque.
  - Mark van Bommel, footballeur néerlandais. Vainqueur de la Ligue des champions 2006. (79 sélections en équipe nationale).
- 1978 :
  - Esteban Tuero, pilote de F1 argentin.
- 1979 :
  - John Gadret, cycliste sur route et de cyclocrossman français.
- 1980 :
  - Nicolas Douchez, footballeur français.
- 1981 :
  - Rafael Sperafico, pilote de courses automobile brésilien. († 9 décembre 2007).
- 1982 :
  - Patrick Lindsey, pilote de courses automobile d'endurance, propriétaire d'écurie et homme d'affaires américain.
  - Kaká, footballeur brésilien. Champion du monde de football 2002. Vainqueur de la Ligue des champions 2007. (91 sélections en équipe nationale).
- 1983 : 
  - Laetitia Blot, Judoka et lutteuse française. Championne d'Europe et du monde par équipes.
- 1985 :
  - Camille Lacourt, nageur français. Champion du monde de natation du 100 m dos 2011, champion du monde de natation du 50 m dos et du 4 × 100 m 4 nages 2013 puis champion du monde de natation du 50 m dos 2015 et 2017. Champion d'Europe de natation du 50 m dos, 100 m dos et du relais 4 × 100 m 4 nages 2010 puis champion d'Europe de natation du 50 et 100 m dos 2016.
- 1986 :
  - Christelle Chobet, joueuse de rugby à XV française. (12 sélections en équipe de France).
  - Dobrivoje Marković, handballeur serbe. (110 sélections en équipe nationale).
- 1987 :
  - Kacey Bellamy, hockeyeuse sur glace américaine. Médaillée d'argent aux Jeux de Vancouver 2010 et aux Jeux de Sotchi 2014 puis championne olympique aux Jeux de Pyeongchang 2018. Championne du monde de hockey sur glace féminin 2008, 2009, 2011, 2013, 2015, 2016 et 2017.
  - David Luiz, footballeur brésilio-portugais. Vainqueur de la Ligue des champions 2012 et de la Ligue Europa 2013. (57 sélections avec l'équipe du Brésil).
  - John Obi Mikel, footballeur nigérian. Médaillé de bronze aux Jeux de Rio 2016. Champion d’Afrique de football 2013. Vainqueur de la Ligue des champions 2012 et de la Ligue Europa 2013. (85 sélections en équipe nationale).
  - Mateusz Sawrymowicz, nageur polonais. Champion du monde de natation du 1 500m nage libre 2007.
- 1988 :
  - Dee Gordon, joueur de baseball américain.
  - Vincent Pelo, joueur de rugby à XV français. (2 sélections en équipe de France).
  - Aleksandr Vassiounov, hockeyeur sur glace russe. († 7 septembre 2011).
- 1989 :
  - Jasper Cillessen, footballeur néerlandais. (45 sélections en équipe nationale).
  - James McClean, footballeur irlandais. (65 sélections en équipe nationale).
- 1990 :
  - Victor Dubuisson, golfeur français.
  - Shelvin Mack, basketteur américain.
  - Szandra Zácsik, handballeuse hongroise. Victorieuse des Coupe d'Europe des vainqueurs de coupe de handball féminin 2011 et 2012. (56 sélections en équipe nationale).
- 1991 :
  - Jordi Murphy, joueur de rugby à XV irlandais. Vainqueur des tournois des Six Nations 2014 et 2015 puis de la Coupe d'Europe de rugby à XV 2018. (16 sélections en équipe nationale).
  - Anthony Perez, cycliste sur route français.
- 1992 :
  - English Gardner, athlète de sprint américaine. Championne olympique du relais 4 × 100 m aux Jeux de Rio 2016.
  - Patrik Hrošovský, footballeur slovaque. (25 sélections en équipe nationale).
  - Cady Lalanne, basketteur haïtien.
- 1993 :
  - Sonja Frey, handballeuse autrichienne. (109 sélections en équipe nationale).
  - Lucky Jones, basketteur américain.
  - Boglárka Kapás, nageuse hongroise. Médaillée de bronze du 800 m aux Jeux de Rio 2016. Championne d'Europe de natation 2012, championne d'Europe de natation du 400 m, du 800 m, du 1 500 m et du relais 4 × 200 m nage libre 2016 puis championne d'Europe de natation du 200 m papillon 2018.
- 1994 :
  - Quentin Jauregui, cycliste sur route français.
  - Duncan Robinson, basketteur américain.
  - Xenia Smits, handballeuse allemande. (54 sélections en équipe nationale).
  - Jordan Wilimovsky, nageur en eau libre américain. Champion du monde de natation du 10 km en eau libre 2015.
- 1995 :
  - Adam Lamhamedi, skieur alpin maroco-canadien.
- 1996 :
  - Raúl Gudiño, footballeur mexicain.
  - Alize Johnson, basketteur américain.
- 1997 :
  - Louis Delétraz, pilote de courses automobile suisse.
- 1998 :
  - Pierre-Louis Barassi, joueur de rugby à XV français.
  - Kamil Jóźwiak, footballeur polonais.
- 1999  :
  - Álex Collado, footballeur espagnol.
  - Cucho Hernández, footballeur colombien. (4 sélections en équipe nationale).

### XXIesiècle
- 2001 :
  - Henrik Heggheim, footballeur norvégien.
- 2002 :
  - Mario Soriano, footballeur espagnol.
  - Aria Yousefi, footballeur iranien.
- 2006 :
  - Yōtarō Nakajima, footballeur japonais.

## Décès

### XXesièclede1901à1950
- 1944 :
  - Hippolyte Aucouturier, 67 ans, cycliste sur route français. Vainqueur des Paris-Roubaix 1903 et 1904 puis des Bordeaux-Paris 1903 et Bordeaux-Paris 1905. (° 17 octobre 1876).
- 1956 :
  - Vlastimil Lada-Sázavský, 70 ans, sabreur bohémien puis tchécoslovaque. Médaillé de bronze du sabre par équipes aux Jeux de Londres 1908. (° 31 mars 1886).
- 1957 :
  - Mikkjel Hemmestveit, 94 ans, skieur de nordique américano-norvégien. (° 6 mars 1863).

### XXesièclede1951à2000
- 1963 :
  - Calvin Bricker, 78 ans, athlète de sauts canadien. Médaillé de bronze de la longueur aux Jeux de Londres 1908 et médaillé d'argent de la longueur aux Jeux de Stockholm 1912. (° 3 novembre 1884).
- 1975 :
  - Joe Payne, 61 ans, footballeur anglais. (1 sélection en équipe d'Angleterre). (° 17 janvier 1914).
- 1979 :
  - Amedeo Biavati, 64 ans, footballeur italien. Champion du monde de football 1938. (18 sélections en équipe nationale). (° 4 avril 1915).
- 1995 :
  - Carlo Ceresoli, 84 ans, footballeur puis entraîneur italien. Champion du monde de football 1938. (8 sélections en équipe nationale). (° 14 mai 1910).
- 1998 :
  - Kitch Christie, 58 ans, joueur de rugby à XV puis entraîneur sud-africain. Sélectionneur de l'équipe d'Afrique du Sud de 1994 à 1995. Champion du monde de rugby à XV 1995. (° 31 janvier 1940).
  - Georges Paillard, 94 ans, cycliste sur route et sur piste français. Champion du monde de cyclisme sur piste de demi-fond 1929 et 1932. (° 12 février 1904).
  - Roger Petit, 86 ans, footballeur puis dirigeant sportif belge. (° 2 janvier 1912).
- 1999 :
  - Roger Rio, 86 ans, footballeur français. (18 sélections en équipe de France). (° 13 février 1913).

### XXIesiècle
- 2003 :
  - Michael Larrabee, 69 ans, athlète de sprint américain. Champion olympique du 400 m et du relais 4 × 400 m aux Jeux de Tokyo 1964. (° 2 décembre 1933).
- 2004 :
  - Pat Tillman, 27 ans, joueur de foot US américain. (° 6 novembre 1976).
- 2008 :
  - Ed Chynoweth, 66 ans, dirigeant sportif de hockey sur glace canadien. (° 14 décembre 1941).
- 2011 :
  - Wiel Coerver, 86 ans, footballeur et entraîneur néerlandais. Vainqueur de la Coupe UEFA 1974. Sélectionneur de l'Équipe d'Indonésie de 1975 à 1976. (° 3 décembre 1924).
- 2017 :
  - Sophie Lefranc-Duvillard, 46 ans, skieuse alpine française. (° 5 février 1971).
  - Michele Scarponi, 37 ans, cycliste sur route italien. Vainqueur du Tour d'Italie 2011 et du Tour de Catalogne 2011. (° 25 septembre 1979).
- 2019 :
  - Alojzy Jarguz, arbitre de football polonais (° 19 mars 1934).
- 2022 :
  - Guy Lafleur, joueur de hockey sur glace canadien